# Seth (historietista)
Seth, pseudónimo de Gregory Gallant (16 de septiembre de 1962), es un escritor y dibujante de historietas canadiense.

## Biografía
Nacido en Clinton, Ontario, Seth acudió a la Ontario College of Art en Toronto. Actualmente vive en Guelph con su esposa.
El primer trabajo publicado por Seth fue como ilustrador de la serie Mister X para la editorial Vortex Comics, pero pronto pasó a realizar su propia serie, Palooka-ville (publicada por Drawn and Quarterly), en un momento en que en Canadá se vivía un relativo auge de mini-tebeos alternativos. Seth, Chester Brown, y Joe Matt no solo comenzaron también por aquel entonces sus propias series semi-autobiográficas, sino que eran amigos y aparecían unos en las historias de los otros. Palooka-Ville comenzó como una crónica de la vida diaria del artista, pero evolucionó hacia historias más largas y ambiciosas. Fue en esta publicación donde apareció serializada, antes de su posterior recopilación como novela gráfica, La vida es buena si no te rindes— una historia aparentemente autobiográfica que, en realidad, era ficción.
La siguiente historia larga en ser serializada en Palooka-ville, aún no finalizada, es Ventiladores Clyde, que narra las andanzas de dos hermanos en el negocio de la venta de ventiladores. La novela gráfica Wimbledon Green, acerca de un excéntrico coleccionista de tebeos, fue publicada en 2005.
Desde septiembre de 2006 a marzo de 2007, Seth serializa George Sprott (1894-1975), para la sección "The Funny Pages" del New York Times Magazine. Las 25 planchas aparecidas en dicha revista serían extendidas para dar lugar al centenar de páginas de la novela gráfica homónima publicada en 2009.
Seth también ha trabajado ilustrador y diseñador de libros. En este último ámbito es especialmente reconocido por su diseño de la recopilación de Peanuts, la clásica tira de prensa de Charles M. Schulz. Los tomos que componen la colección (estando previstos 25 de ellos), combinan la estética propia de Seth con el minimalismo de la tira de Schulz. Otro trabajo destacable son las ilustraciones para el álbum musical Lost in Space (2001) de Aimee Mann.
En abril de 2006, la editorial de bolsillo británica Penguin publicó la edición revisada de Portable Dorothy Parker, con sobrecubierta y solapas diseñadas e ilustradas por Seth. También ha ilustrado dos veces la portada del The New Yorker, lo que el autor considera un hito de su carrera profesional del que se enorgullece especialmente.
La atracción de Seth por la cultura popular de comienzos y mediados del siglo XX y su relativo desdén por la cultura posterior es un tema recurrente de su trabajo, tanto en términos de sus personajes (que, frecuentemente, sienten nostalgia por dicho periodo) como de su estilo artístico.
La obra de Seth ha sido expuesta en diversas muestras en museos y galerías de arte. Así, en 2007 participó en la exposición colectiva UnInked: Paintings, Sculpture and Graphic Work by Five Cartoonists en el Phoenix Art Museum y en 2008 fue el protagonista de la exposición The North Star Talking Picture House en la Kitchener-Waterloo Art Gallery (KW|AG).

## Premios
Premio Eisner
- Mejor diseño de publicación (The Complete Peanuts), 2005

Premio Harvey
- Premio Especial por la Excelencia en Producción/Presentación (The Complete Peanuts), 2005

Premio Ignatz
- Artista destacado, 1997
- Novela gráfica o colección destacada (La vida es buena si no te rindes), 1997

### Libros y colecciones
| Año  | Título                                                 | Editorial           | ISBN              | Notas |
| ---- | ------------------------------------------------------ | ------------------- | ----------------- | --- |
| 1996 | It's a Good Life, If You Don't Weaken                  | Drawn and Quarterly | 1-896597-70-X     | originally serialized in Palookaville #4–9 (1993–1996)                                                   |
| 2000 | Clyde Fans: Part One                                   | Drawn and Quarterly | 978-1-894937-09-2 | originally serialized in Palookaville #10–12 (1997–1998)                                                 |
| 2001 | Vernacular Drawings                                    | Drawn and Quarterly | 1-896597-41-6     | Sketchbook                                                                                               |
| 2003 | Clyde Fans: Part Two                                   | Drawn and Quarterly | 978-1894937603    | originally serialized in Palookaville #13–15 (1999–2001)                                                 |
| 2004 | Clyde Fans: Book One                                   | Drawn and Quarterly | 1-896597-84-X     | Collects the same contents as Clyde Fans parts one and two, originally serialized in Palookaville #10–15 |
| 2005 | Wimbledon Green                                        | Drawn and Quarterly | 1-896597-93-9     | |
| 2009 | George Sprott                                          | Drawn and Quarterly | 978-1-897299-51-7 | originally serialized in The New York Times Magazine in 2006                                             |
| 2011 | The Great Northern Brotherhood of Canadian Cartoonists | Drawn and Quarterly | 978-1770460539    | |
| 2012 | Who Could That Be at This Hour?                        | Little, Brown       | 978-0316123082    | Written by Lemony Snicket                                                                                |
| 2013 | When Did You See Her Last?                             | Little, Brown       | 978-1405256223    | Written by Lemony Snicket                                                                                |
| 2014 | File Under: 13 Suspicious Incidents                    | Little, Brown       | 978-0316284035    | Written by Lemony Snicket                                                                                |
| 2014 | Shouldn't You Be in School?                            | Little, Brown       | 978-0316123068    | Written by Lemony Snicket                                                                                |
| 2015 | Why Is This Night Different From All Other Nights?     | Little, Brown       | 978-0316123044    | Written by Lemony Snicket                                                                                |
| 2019 | Clyde Fans                                             | Drawn and Quarterly | 978-1770463578    | |